# Диплатинатригерманий
Диплатинатригерманий — бинарное неорганическое соединение, интерметаллид
платины и германия
с формулой Ge3Pt2,
кристаллы.

## Получение
- Сплавление стехиометрических количеств чистых веществ:

{\displaystyle {\mathsf {2Pt+3Ge\ {\xrightarrow {900^{o}C}}\ Ge_{3}Pt_{2}}}}

## Физические свойства
Диплатинатригерманий образует кристаллы нескольких модификаций:
- ромбическая сингония, пространственная группа P nma, параметры ячейки a = 1,6441 нм, b = 0,33771 нм, c = 0,62017 нм, Z = 4;
- ромбическая сингония, пространственная группа C mcm, параметры ячейки a = 0,6846 нм, b = 1,2236 нм, c = 0,7544 нм, Z = 8, структура типа триплатинадигермания Ge2Pt3[1][2][3][4].

Соединение образуется по перитектической реакции при температуре 900 °C
(879 °C).